# .sm
.sm је највиши Интернет домен државних кодова (ccTLD) за Сан Марино.